# Трифосген
Трифосген — органічна сполука, хлоропохідна диметилового естеру карбонатної кислоти. За звичайних умов є білими кристалами із запахом фосгену, а також схожою на нього фізіологічною дією — трифосген проявляє властивості речовини задушливої дії.
Трифосген вперше був синтезований у 1880 році реакцією хлорування метилового етеру карбонатної кислоти.
Добре розчиняється в органічних розчинниках — бензені, тетрахлорометані, ацетоні, диметиловому етері.

## Хімічні властивості
При нагріванні до температури кипіння трифосген частково розкладається на дифосген і фосген:
Подальше нагрівання призводить до повного розкладання на фосген. Присутність каталізаторів на кшталт FeCl3 суттєво пришвидшує процес.
Трифосген швидко гідролізується у гарячій воді (у холодній воді процес протікає повільно):
{\displaystyle \mathrm {(CCl_{3}O)_{2}C{=}O+3H_{2}O\longrightarrow 3CO_{2}+6HCl} }
Із розчинами лугів він утворює відповідні карбонати і хлориди:
{\displaystyle \mathrm {(CCl_{3}O)_{2}C{=}O+12NaOH\longrightarrow 3Na_{2}CO_{3}+6NaCl+6H_{2}O} }
У реакціях із йодидом і бромідом натрію трихлорофосген виступає окисником, заміщуючи слабший галоген:
{\displaystyle \mathrm {(CCl_{3}O)_{2}C{=}O+6NaI\longrightarrow 3CO+6NaCl+3I_{2}} }
При взаємодії з метанолом утворюються метоксипохідні дифосгену і фосгену:
{\displaystyle \mathrm {(CCl_{3}O)_{2}C{=}O+2CH_{3}OH\longrightarrow (CCl_{3}O)C({=}O)OCH_{3}+CCl({=}O)OCH_{3}+2HCl} }
Із піридином трифосген реагує аналогічно до фосгену, утворюючи жовтий кристалічний продукт складу C5H5N(Cl)CO(Cl)C5H5N, який розкладається водою на гідрохлорид піридину і вуглекислий газ.